# Optimización de la WAN
La optimización de la WAN es una colección de técnicas para mejorar las eficiencias de transferencias de datos a través de redes de área amplia (WANs). En 2008, el mercado de optimización de la WAN se estimaba alrededor de $1000 millones de dólares americanos, y para crecer a $4400 millones al 2014 según Gartner, una empresa de investigación de tecnología. En 2015 Gartner estimó que el mercado de optimización de WAN iba a ser de $1100 millones.
Las medidas más comunes de eficiencias de transferencias de datos (i.e., optimización) son throughput, requisitos de ancho de banda, latencia, optimización de protocolo, y congestión, la que se manifiesta en paquetes descartados. Además, la WAN misma puede ser clasificada con consideraciones de la distancia entre puntos finales y las cantidades de datos transferidos. Dos topologías comunes de WAN empresariales son Rama a Sede (''Branch to Headquarters'') y Centro de Datos a Centro de Datos (DC2DC). En general, los enlaces WAN "Rama" son más cercanos, usan menos ancho de banda, permiten más conexiones simultáneas, permiten conexiones más pequeñas, más conexiones de menor tiempo de vida y maneja una variedad más grande de protocolos. Son utilizados para aplicaciones de negocios como correo electrónico, sistemas de administración de contenido, aplicaciones de base de datos, y servicios Web. En comparación, los enlaces WAN "DC2DC" tienden a requerir más ancho de banda, tienen distancias más largas e implican menos conexiones, pero más grandes (flujos de 100 Mbit/s a 1 Gbit/s) y de duración más larga. El tráfico en una WAN "DC2DC" puede incluir replicación, respaldo, migración de datos, virtualización y otros flujos de Recuperación de Desastre/de Continuidad Empresarial (BC/DR).
La optimización WAN ha sido tema de extensa investigación académica, casi desde el advenimiento de la WAN. A principios de los 2000, la investigación tanto en el sector privado como en el público se enfocaron en mejorar el throughput de TCP de extremo a extremo, y el objetivo de las primeras soluciones propietarias de optimización WAN eran la "Rama"  WAN. Sin embargo, en años recientes, el rápido crecimiento de los datos digitales, y las necesidades concomitantes de almacenarlo y protegerlo, ha presentado una necesidad para la optimización DC2DC WAN.
Algunas técnicas que se incluyen en la optimización de la Rama WAN incluye desduplicación, servicios de archivo de área anchos (WAFS), proxy de Sistema de Archivo de Internet Común (CIFS), Proxy HTTPS, multicasting de medios de comunicación, web caching, y administración de ancho de banda. Los requisitos para Optimización DC2DC WAN también se centran alrededor de desduplicación y aceleración TCP, sin embargo, estas tienen que ocurrir en el contexto de índices de transferencia del dato multi-gigabit.

## Técnicas de optimización WAN
- Desduplicación – Elimina la transferencia de datos redundantes a través de la WAN enviando referencias en vez del dato real. Al trabajar a nivel de byte, se obtienen beneficios en las aplicaciones IP.
- Compresión – Se basa en patrones de datos que puede ser representados más eficientemente. Esencialmente son técnicas de compresión similares a ZIP, RAR, ARJ etc. las que son aplicadas a los datos a medida que pasan a través de hardware (o de una máquina virtual) de equipos de aceleración WAN.

- Optimización de latencia – Puede incluir refinamientos de TCP como escalado del tamaño de ventana, confirmación selectiva, algoritmos de control de congestión de Capa 3 e incluso estrategias de ubicación en las que la aplicación está colocada cerca del punto final para reducir latencia.[7]  En algunas implementaciones, el optimizador local WAN contestará localmente las peticiones del cliente en vez de enviar la petición al servidor remoto para apalancar los mecanismos de write-behind y read-ahead para reducir WAN latencia.

- Caching/proxy – Poner datos en cachés locales; se basa en el comportamiento humano, que accede al mismo dato una y otra vez.

- Corrección de error adelantada – Mitiga la pérdida de paquetes añadiendo otro paquete de recuperación de pérdida - por cada “N” paquetes que está enviado, y esto reduce la necesidad de retransmisiones en enlaces WAN congestionados y que presentan errores.

- Engaño de protocolo - Empaqueta múltiples requerimientos de aplicaciones habladoras en uno solo. Puede incluir también limpiar protocolos como CIFS.

- Conformado de tráfico – Controla el flujo de datos de aplicaciones concretas. Esto da flexibilidad a operadores de red y admins para decidir qué aplicaciones toman precedencia sobre la WAN. Un caso de uso común de conformado de tráfico es que para impedir que un protocolo o aplicación acaparen el ancho de banda disponible en un enlace sobre otros protocolos considerados más importantes para el administrador/negocio. Algunos dispositivos de aceleración WAN son capaces de dar forma al tráfico con granularidad mucho más allá de los dispositivos de red tradicional.{{cr}} Así como poder hacer conformado de tráfico por usuario y basado en aplicación simultáneamente.

- Igualando – hace suposiciones en lo que necesita prioridad inmediata basada en el uso de datos. Ejemplos de uso de igualación puede incluir conexiones de Internet abiertas y no reguladas y túneles VPN congestionados.

- Límites de conexión – Impide bloqueos de los accesos en y denegación de servicio a otro peer. Funciona mejor para enlaces de acceso del Internet abierto, también puede ser utilizado en enlaces.

- Límites de tasa – Impide que un usuario consiga más de una cantidad fija de datos. Funciona mejor como límite de primer esfuerzo para remediar una conexión de Internet o enlace WAN congestionada.